# Matthew Marcel Coutinho
P. Matthew Marcel Coutinho (* 21. září 1961, Ahmadi, Kuvajt) je původem indický katolický kněz a salesiánský řeholník, který působí v Latinském jeruzalémském patriarchátu jako vikář latinského patriarchy jeruzalémského pro migranty a utečence v Izraeli.
V roce 1978 vstoupil do kongregace Salesiánů Dona Boska v Indii (provincie Bombaj), po studiích na North Bengal University  (B.A. 1982), na Jnana-Deepa Vidyapeeth, Pune (M.A. z filosofie, 1984), na Kristu Jyoti College v Bengalúr (Bc. teologie 1990) byl v březnu 1990 vysvěcen na kněze v Matunga (Bombaj). V letech 1997–1999 studoval na Alfonsianě v Římě a získal tam licenciát z morální teologie. Následně pokračoval na stejné akademii k doktorátu, který získal v roce 2006. Od roku 2015 žije v Jeruzalémě, kde vyučuje morální teologii na Salesian Studium Theologicum v klášteře Ratisbonne v Jeruzalémě. Od roku 2016 je pověřen pastorační péčí o společenství (farního typu) sv. Terezie z Lisieux v Rechovotu. Dne 29. května 2023 jej patriarcha Pierbattista Pizzaballa jmenoval svým vikářem pro migranty a utečence v Izraeli.